# Irma Čremošnik
Irma Čremošnik, slovenska učiteljica, arheologinja in klasična filologinja, * 12. januar 1916, Arad, Ogrska (zdaj Romunija), † 29. junij 1990, Slano, Hrvaška.
Rodila se je v družini slovenskega zgodovinarja Gregorja Čremošnika in odraščala v Sarajevu, kjer je njen oče deloval kot zgodovinar v Narodnem muzeju Bosne in Hercegovine. Po diplomi iz filologije na Univerzi sv. Cirila in Metoda v Skopju je delovala kot srednješolska profesorica, med leti 1944 in 1947 kot kustosinja v beograjskem umetnostnem muzeju, leta 1947 pa se je zaposlila v Narodnem muzeju Bosne in Hercegovine v Sarajevu, kjer je delovala vse do upokojitve leta 1976. Vzporedno je na Filozofski fakulteti v Ljubljani opravljala doktorski študij arheologije in doktorirala leta 1952.
Opravila je obsežno arheološko delo na rimskih najdiščih v Bosni in Hercegovini, med njimi v Višićih pri Čapljini in Panik pri Bileći, kjer je vodila izkopavanja rimskih vil in naselij, prispevala pa je tudi več pomembnih odkritij iz zgodnjefevdalnega obdobja naselitve Slovanov. Med pomembnejšimi deli je monografija Mozaici i zidno slikarstvo rimskog doba (1984). Poleg tega je zaslužna za urejanje in objavo delov očetove zapuščine.